# Georges Atlas
Georges Atlas, né le 14 août 1926 à Genève et mort le 26 février 1996 à Boulogne-Billancourt, est un acteur français.

## Biographie
Actif au cinéma à la télévision et dans le doublage, il est notamment connu pour avoir été la voix française de Lee Van Cleef, dans la plupart de ses films ainsi que pour être le narrateur, la tortue, Gyumao, le général Black et Ten Shin Han dans la série d'animation Dragon Ball.

## Théâtre
- 1951 : Survivre de Michel Philippot, mise en scène Émile Dars, Théâtre des Noctambules
- 1957 : Phi-Phi d'Albert Willemetz & Fabien Sollar, mise en scène Georges Atlas, Théâtre des Bouffes-Parisiens
- 1958 : L’Amour des quatre colonels de Peter Ustinov, mise en scène Jean-Pierre Grenier, Théâtre de l'Ambigu
- 1958 : Douze hommes en colère de Reginald Rose, mise en scène Michel Vitold, Théâtre de la Gaîté-Montparnasse
- 1960 : Ana d'Eboli de Pierre Ordioni, mise en scène Pierre Valde, Théâtre Charles de Rochefort
- 1961 : L'Annonce faite à Marie de Paul Claudel, mise en scène Pierre Franck, Théâtre de l'Œuvre
- 1964 : Jo de Claude Magnier, mise en scène Jean-Pierre Grenier, Théâtre des Nouveautés
- 1969 : Un jour j'ai rencontré la vérité de Félicien Marceau, mise en scène André Barsacq, Théâtre des Célestins
- 1970 : Douze Hommes en colère de Reginald Rose, mise en scène Michel Vitold, Théâtre Marigny
- 1972 : Histoire d'un détective de Sidney Kingsley, mise en scène Jean Meyer, Théâtre des Célestins
- 1972 : Mais qu'est-ce qui fait courir les femmes la nuit à Madrid ? d'après Pedro Calderón de la Barca, mise en scène Maurice Ducasse, Festival du Marais, 1973 : Théâtre de l'Athénée
- 1978 : 	La Brise-l'âme de Robert Pouderou, mise en scène Gilles Atlan, Théâtre de l'Œuvre
- 1981 : La guerre de Troie n'aura pas lieu de Jean Giraudoux, mise en scène Jean Meyer, Théâtre des Célestins
- 1982 : Amadeus de Peter Shaffer, mise en scène Roman Polanski, Théâtre Marigny
- 1983 : Le Bourgeois gentilhomme de Molière, mise en scène Jean Meyer, Théâtre des Célestins

## Filmographie

### Cinéma
- 1957 : Méfiez-vous fillettes
- 1958 : Les Misérables
- 1960 : La Chatte sort ses griffes : un barman
- 1966 : La Grande Vadrouille : un homme de la Gestapo
- 1969 : Trois hommes sur un cheval
- 1971 : Un cave : Jacques
- 1978 : La Carapate : le gardien chef
- 1982 : Te marre pas... c'est pour rire !
- 1987 : La Rumba : Schumacher

### Télévision
- 1960 : Cyrano de Bergerac : un garde
- 1970 : Au théâtre ce soir : Douze hommes en colère
- 1971 : Quentin Durward : Peterkin
- 1971 : Les Nouvelles Aventures de Vidocq, épisode Les Chevaliers de la nuit de Marcel Bluwal
- 1972 : Au théâtre ce soir : Histoire d'un détective
- 1973 : Le Cauchemar de l'aube : Le premier déménageur
- 1973 : Les Mohicans de Paris : Maillochon
- 1974 : Le Commissaire est bon enfant: Lagrenouille
- 1974 : À dossiers ouverts (épisode : L'Intrus), de Claude Boissol
- 1974 :  Aux frontières du possible  : épisode : Le dernier rempart de Claude Boissol
- 1975 : Les Enquêtes du commissaire Maigret (série télévisée) épisode Maigret hésite de Claude Boissol : Lamure
- 1975 : Salvator et les Mohicans de Paris : Maillochon
- 1976 : Ces beaux messieurs de Bois-Doré
- 1976 : Nick Verlaine ou Comment voler la Tour Eiffel, de Claude Boissol, épisode Le monstre
- 1977 :  Le Passe-muraille : Huchemin
- 1977 : Banlieue Sud-Est
- 1979 : Les Insulaires : le binoclard
- 1979 :  La Mouette  : Chamraev
- 1979 : Histoires de voyous: L'élégant
- 1980 : L'Aéropostale, courrier du ciel : Moreau
- 1980 : Jean SansTerre : le gardien du cimetière
- 1980 : Les Amours du bien-aimé : l'inspecteur
- 1995 : L'Amour tagué : le père de Jérôme

## Doublage
Les dates en italique marquent les sorties initiales des films ayant été redoublés par Georges Atlas.

### Cinéma

#### Films
- Lee Van Cleef dans :
  - Et pour quelques dollars de plus (1965) : Colonel Douglas Mortimer
  - Le Bon, la Brute et le Truand (1966) : Sentenza "La brute"
  - La mort était au rendez-vous (1967) : Ryan
  - Sabata (1969) : Sabata
  - Barquero (1970) : Travis
  - Les Quatre Mercenaires d'El Paso (1971) : Roy « Bomba » King
  - Le Retour de Sabata (1971) : Sabata
  - La Chevauchée des sept mercenaires (1972) : Marshall Chris Adams
  - Les Impitoyables (1976) : Lewis / Père John
  - La Fureur du juste (1980) : McCarn
  - Nom de code : Oies sauvages (1984) : China
- Will Sampson dans :
  - Vol au-dessus d'un nid de coucou (1975) : « Chef » Bromden
  - Buffalo Bill et les Indiens (1976) : William Halsey
  - Orca (1977) : Jacob Umilak
  - Le Bison blanc (1977) : Crazy Horse / Worm
  - Poltergeist 2 (1986) : Taylor
- Jack Palance dans :
  - Monte Walsh (1970) : Chet Rollins
  - La Vie, l'Amour, les Vaches (1991) : Curly Washburn
  - L'Or de Curly (1994) : Duke Washburn
- Richard Kiel dans :
  - Plein la gueule (1974) : Samson
  - Moonraker (1979) : Requin (une seule réplique)
  - Pale Rider, le cavalier solitaire (1985) : Club
- Alan Hewitt dans :
  - Le Shérif de ces dames (1962) : H. Arthur King
  - Comment tuer votre femme (1965) : le procureur
- Rodolfo Acosta dans :
  - Rio Conchos (1964) : Chemise rouge, le chef Apache
  - Le Retour des sept (1966) : Lopez
- Andrew Keir dans :
  - La Chute de l'empire romain (1964) : le tribun Polybius
  - Le Lion du désert (1980) : Salem
- Val Avery dans :
  - Sur la piste de la grande caravane (1965) : le barman de Denver
  - Le Refroidisseur de dames (1968) : le barman
- Luis Barboo dans :
  - Colorado (1966) : l'homme de main blond du ranch
  - Conan le Barbare (1982) : Red Hair
- Nello Pazzafini dans :
  - Le Dernier Face à face (1967) : Vance
  - Saludos hombre (1968) : Riza
- Rip Torn dans :
  - Le sable était rouge (1967) : Le Sergent Honeywell
  - Extrême préjudice (1987) : Le Shérif Hank Pearson
- Chief Dan George dans :
  - Little Big Man (1970) : Peau de la Vieille Hutte
  - Josey Wales hors-la-loi (1976) : Lone Watie
- Frank McRae dans :
  - F.I.S.T. (1978) : Lincoln Dombrowsky
  - Bonjour les vacances (1983) : l'officier Grover
- Robert Loggia dans :
  - Scarface (1983) : Frank Lopez
  - Gladiateurs (1992) : Papy Jack
- Ralph Foody (en) dans :
  - Sale temps pour un flic (1985) : Cragie
  - La P'tite Arnaqueuse (1991) : le vagabond
- Steve Rackman (en) dans :
  - Crocodile Dundee (1986) : Donk
  - Crocodile Dundee 2 (1988) : Donk
- Brion James dans :
  - Double Détente (1988) : Streak
  - Mort à l'arrivée (1988) : Ulmer

- 1941[1] : Shanghaï : un moustachu[Qui ?]
- 1942[2] : Casablanca : Sam (Dooley Wilson)
- 1955 : Tueurs de dames : M.. Lawson (Danny Green)
- 1956 : Le Shérif : Tim, le barman (Frank Gerstle)
- 1958 : Le Courrier de l'or : Ed, l'employé du ranch Putnam (Tom Munro)
- 1959 : La Mort aux trousses : Valerian (Adam Williams) et le détective de la police d'état (Tol Avery)
- 1960 : Psychose : le policier en patrouille (Mort Mills)
- 1960 : Esther et le Roi : Kildrates (Renato Baldini)
- 1960 : Un numéro du tonnerre : un gangster (Steven Peck)
- 1961 : Les Canons de Navarone : Barnsby (Richard Harris)
- 1961 : Hercule contre les vampires : le chef des bandits (Raf Baldassarre)
- 1961 : Milliardaire pour un jour : un homme de main de Steve Darcey (Josip Elic)
- 1961 : Amour sauvage : Longstreet, le garagiste (Pat Buttram)
- 1961 : West Side Story : le policier conduisant le sergent Krupke[Qui ?]
- 1961 : L'Espionne des Ardennes : Jean Robert (Maurice Marsac)
- 1961 : Le Diable à 4 heures : le capitaine Olsen (Robert M. Luck)
- 1961 : Le Géant de Métropolis : le capitaine des gardes noirs (Ugo Sasso)
- 1961 : La Bataille de Corinthe : Kerone, un citoyen de Corinthe (Adriano Micantoni)
- 1961 : Mary la rousse, femme pirate : le geôlier (Giulio Battiferri)
- 1961 : Ville sans pitié : le major Podovski[Qui ?] et le MP[Qui ?]
- 1962 : Ulysse contre Hercule : un conseiller du roi d'Icarno[Qui ?]
- 1962 : Allô, brigade spéciale : l'agent du FBI à bord de la voiture 10 (Dick Crockett (en))
- 1962 : Le Boucanier des îles : le capitaine Redway (Roldano Lupi)
- 1962 : Un direct au cœur : Marvin (Richard Devon)
- 1962 : Le Cheik rouge : un homme de Mohammad[Qui ?]
- 1963 : La Grande Évasion : Haynes (Lawrence Montaigne)
- 1963 : Shéhérazade : Moulouk le mendiant (José Calvo)
- 1963 : La Révolte des Indiens Apaches : Bullock (Nikša Stefanini)
- 1963 : Goliath et l'Hercule noir : le lutteur macédonien (Emilio Messina)
- 1963 : Les Pirates du Mississippi : Frank (Vladimir Basic)
- 1963 : La Revanche du Sicilien : le garde dans le bureau de Hinds[Qui ?]
- 1963 : Le Manoir maudit : le cocher du Dr Darnell[Qui ?] / le majordome dans le cauchemar d'Anna[Qui ?]
- 1963 : L'Incroyable Randonnée : Carl Nurmi (Jan Rubes)
- 1964 : Mary Poppins : Un journaliste[Qui ?] / Le chef des caissiers de la banque[Qui ?]
- 1964 : L'Invasion secrète : John Durrell (Henry Silva)
- 1964 : Jerry chez les cinoques : le second agent de Police (Tommy Farrell)
- 1964 : Le Trésor de Malaisie : Teotokris le grec (Raf Baldassarre)
- 1964 : Ursus l'invincible : Aleco (Enzo Doria)
- 1964 : Le Brigand de la steppe : un des trois soldats de l'embuscade[Qui ?]
- 1965 : La Plus Grande Histoire jamais contée : Caïphe (Martin Landau)
- 1965 : Quand la terre s'entrouvrira : Dr Bill Evans (Alfred Brown)
- 1965[3] : Le Californien : Mendez (Robert Carricart)
- 1965 : Quand parle la poudre : « Tex » (Don Red Barry)
- 1965 : Les Compagnons de la gloire : le lieutenant Cook (Walter Scott)
- 1966 : Nevada Smith : "Pue des Pieds" (Pat Hingle)
- 1966 : La Poursuite impitoyable : M.. Siffitieus (Eduardo Ciannelli)
- 1966 : Le renard s'évade à trois heures : un officier de Police (David Lodge)
- 1966 : La Bataille de la vallée du diable : Jess Remsberg (James Garner)
- 1966 : La Baie du guet-apens : 1er Sgt. Steve Corey (Hugh O'Brian)
- 1966 : La Parole est au colt : Ab (Kelly Thordsen) et Hoag (William Bramley)
- 1966 : Texas Adios : l'homme de main voulant tuer l'avocat[Qui ?]
- 1966 : Quelques dollars pour Django : Mike, l'éleveur[Qui ?]
- 1966 : La Vengeance de Ringo : le prêtre aux funérailles (Antonio Orengo)
- 1966 : Coplan ouvre le feu à Mexico : Fondane (Frank Oliveras)
- 1966 : Un ange pour Satan : Carlo Lionesi (Mario Brega)
- 1967 : La Comtesse de Hong Kong : le barman (Jerome Epstein)
- 1967 : On ne vit que deux fois : le technicien du radar (Ed Bishop)
- 1967 : T'as le bonjour de Trinita : « Bison assis » (Gordon Mitchell)
- 1967[4] : Dieu pardonne... moi pas ! : Kid veillant jalousement sur Rose[Qui ?]
- 1967 : Sept secondes en enfer : Ike Clanton (Robert Ryan)
- 1967 : Fort Bastion ne répond plus : Samuels (Henry Wills)
- 1967 : Le Retour de Kriminal : le capitaine du bateau (Gino Marturano)
- 1967 : Superman le Diabolique : le professeur Kresky[Qui ?]
- 1968 : Un Détective à la dynamite : le garde à l'entrée de la résidence des Westabrook[Qui ?]
- 1968 : La Brigade du diable : caporal Peacock (Jack Watson)
- 1968 : Le Crime c'est notre business : Mason (Warren Vanders)
- 1968 : Le Gang de l'oiseau d'or : le sergent Carter (Philip Ross)
- 1968 : Sentence de mort : le perdant au Poker (Glauco Scarlini)
- 1968 : Les Hommes de Las Vegas : shérif Klinger (Gérard Tichy)
- 1968 : Les Chasseurs de scalps : Yancy (Nick Cravat)
- 1969 : Les Colts des sept mercenaires : Colonel Diego (Michael Ansara)
- 1969 : Will Penny, le solitaire : Dutchy (Anthony Zerbe)
- 1969 : La Tente rouge : Capitaine Filippo Zappi (Luigi Vannucchi)
- 1969 : Cent dollars pour un shérif : Frank Ross (John Pickard)
- 1969 : Queimada : Henry (Giampiero Albertini)
- 1969 : La Bataille d'Angleterre : lieutenant-colonel Willoughby (Robert Flemyng)
- 1969 : L'or se barre (The Italian Job) : Bill Bailey (George Innes) et le directeur de la prison (John Morris)
- 1969 : Django le Bâtard : le shérif Reagan (Furio Meniconi)
- 1969 : Les pistoleros de l'Ave Maria : Francisco (Piero Lulli)
- 1969 : La Bataille de la Neretva : Sofer (Pavle Vuisic)
- 1969 : Danger, planète inconnue : Mark Neuman (George Sewell)
- 1969 : L'Oiseau au plumage de cristal : l'adjoint de Morosini[Qui ?]
- 1970 : Darling Lili : Bedford (Bernard Kay)
- 1970 : La Cité de la violence : Shapiro (George Savalas)
- 1970 : Le Clan des irréductibles : Floyd Evenwrite (Joe Maross)
- 1970 : Le Reptile : Floyd Moon (Warren Oates)
- 1970 : Il était une fois la révolution : Miguel, le gros fumeur (Giulio Battiferri)
- 1970 : Les Derniers Aventuriers : El Condor (Jorge Martinez de Hoyos)
- 1970 : La Vie privée de Sherlock Holmes : le cocher sauvant Gabrielle de la noyade (Michael Balfour)
- 1970 : Le Soleil blanc du désert : Sayid (Spartak Michouline)
- 1970 : Tick Tick Tick et la violence explosa : Bradford Wilkes (Richard Elkins)
- 1970 : Django arrive, préparez vos cercueils : Dead Eye Golfay (Marco Zuanelli) et Angelo (Aldo Barberito)
- 1970[5] : WUSA : Spped, le marin du bar (Clifton James) et un homme de main[Qui ?]
- 1970 : Le Casse de l'oncle Tom : Barry (Teddy Wilson)
- 1971 : Les diamants sont éternels : Dr Metz (Joseph Fürst)
- 1971 : On continue à l'appeler Trinita : le barman (Luigi Bonos) et l'armurier[Qui ?]
- 1971 : Les Nuits rouges de Harlem : Patsy (Dominic Barto) et le vendeur de journaux aveugle (Lee Steele)
- 1971 : Le Mystère Andromède : Grimes (Richard O'Brien)
- 1971 : L'Apprentie sorcière : Swinburne (Bruce Forsyth) (1er doublage)
- 1971 : Captain Apache : Diablo (Vitor Salier) et J.P. Soms[Qui ?]
- 1971 : Quatre Mouches de velours gris : Carlo Marosi (Calisto Calisti)
- 1971 : Le Chat à neuf queues : Dr Mombelli (Emilio Marchesini) et le chef de la police Salmi (Giovanni Di Benedetto)
- 1971 : Big Jake : M. Sweet (Tom Hennesy)
- 1971 : Le Cinquième Commando : le sergent-major Alan MacKenzie (John Colicos)
- 1971 : Les Charognards : Watt Nelson (Ronald Howard)
- 1971 : Le Décaméron : le second usurier[Qui ?]
- 1972 : Jeremiah Johnson : révérend Linquist (Paul Benedict)
- 1972 : Buck et son complice : Kingston (James McEachin)
- 1972 : Les Nouveaux Exploits de Shaft : Bumpy Jonas (Moses Gunn)
- 1972 : La Colère de Dieu : Jurado (Gregory Sierra)
- 1972 : Massacre : Harry Bastoli (Don Gordon)
- 1973 : L'Arnaque : Granger (Ed Bakey)
- 1973 : Vivre et laisser mourir : Quarrel Jr. (Roy Stewart)
- 1973 : Serpico : Sarno (Ted Beniades)
- 1973 : Les Trois Mousquetaires : D'Artagnan père (Joss Ackland)
- 1973 : Terreur dans le Shanghaï express : Capitaine Kazan (Telly Savalas)
- 1973 : Don Angelo est mort : Vince Fargo (Al Lettieri)
- 1973 : Les Cordes de la potence : Ben Tildy (Scott Walker) et le shérif Ben L. Grady (Walter Barnes)
- 1973 : Le Témoin à abattre : l'assassin de Scavino (Bruno Corazzari)
- 1973 : Un petit Indien (One Little Indian) de Bernard McEveety : Jimmy Wolf (Jay Silverheels)
- 1973 : Le Boss : l'avocat Rizzo (Corrado Gaipa)
- 1973 : Les Anges mangent aussi des fayots : le croupier (Cesar Opinaga)
- 1974 : Le Voyage fantastique de Sinbad : Omar (Aldo Sambrell)
- 1974 : L'Île sur le toit du monde : le facteur (Brendan Dillon)
- 1974 : Les Derniers Jours de Mussolini : le général Raffaele Cadorna (Giuseppe Addobbati)
- 1974 : Truck Turner : Duke (Scatman Crothers), Nate Dinwiddie (Sam Laws) et le lieutenant de Police (John Evans)
- 1974 : Les Durs : l'homme de main de Petralia moustachu avec des lunettes noires[Qui ?]
- 1974 : Contre une poignée de diamants : le général St-John (Patrick Barr)
- 1975 : Tueur d'élite : Vorodny (Helmut Dantine)
- 1975 : Guerre et Amour : Vladimir Maximovitch (Tony Jay)
- 1975 : Un coup de deux milliards de dollars : l'expert en diamants[Qui ?]
- 1975 : Lepke, le caïd : l'inspecteur Frank (Wesley Lau)
- 1975 : Liquidez l'inspecteur Mitchell : Tony Gallano (Harold J. Stone)
- 1975 : Apocalypse 2024 : le prêcheur (Charles McGraw)
- 1976 : King Kong : Boan (Julius Harris)
- 1976 : Keoma : le docteur (Leonardo Scavino)
- 1976 : Gator de Burt Reynolds : Big George (George A. Jones)
- 1976 : Network : Main basse sur la télévision : Ahmed Kahn (Arthur Burghardt)
- 1976 : La Bataille de Midway : [Qui ?]
- 1976 : C'est arrivé entre midi et trois heures : Ape (Stan Haze)
- 1976 : Les Tsiganes montent au ciel : Talimon (Pavel Andrejchenko)
- 1976 : La Vengeance aux tripes : l'oncle Bull Parker (George Buck Flower)
- 1976 : Les Mercenaires : Pop Keller (Frank Shelley)
- 1976 : La Carrière d'une femme de chambre : le père de Marcella (Toni Maestri)
- 1976 : Cœur de verre : un villageois déposant un canapé[Qui ?]
- 1977 : The greatest : Sonny Liston (Roger E. Mosley)
- 1977 : La Guerre des étoiles : Général Willard (Eddie Byrne) et Wuher le barman (Ted Burnett)
- 1977 : Le Dernier Nabab : le docteur (Jeff Corey)
- 1977 : Un espion de trop : Général Strelsky (Patrick Magee)
- 1977 : Il était une fois la légion : Ivan (Jack O'Halloran)
- 1977 : Bande de flics : le 1er bagagiste (Joe Kapp)
- 1977 : Le Prince et le Pauvre : la chouette (Roy Evans)
- 1977 : Une poignée de salopards : Véronique (Michel Constantin)
- 1977 : Échec au gang : Mario di Gennaro dit « La Sole » (Guido Leontini)
- 1977 : Héros : Stokes (Louis Carello)
- 1977 : L'Empire des fourmis géantes : Harry Thompson (Harry Holcombe)
- 1978 : Superman : Harry, le deuxième flic (Ray Hassett) (1er doublage)
- 1978 : Mort sur le Nil : Barnstaple (Harry Andrews)
- 1978 : Le Jeu de la puissance : Colonel Ekimov[Qui ?]
- 1978 : Mélodie pour un tueur : Luchino (Lenny Montana)
- 1978 : Furie : Dr Ives (Felix Shuman)
- 1978 : Les Sept Cités d'Atlantis : Grogan (Hal Galili)
- 1978 : Doux, dur et dingue : Frank (Dan Vadis)
- 1978 : La Grande Menace : le premier officier de Police (Victor Winding) et l'infirmier (Brook Williams) (1er doublage)
- 1978 : La Grande Bataille : le général Patton (Robert Stafford)
- 1978 : Mon nom est Bulldozer : l'homme de main d'Osvaldo[Qui ?]
- 1978 : American College : le colosse noir du bar (Jebidiah R. Dumas)
- 1978 : Un mariage : Oscar Edwards (Harold C. Johnson)
- 1978 : Les Enfants de la rivière : Jock le Homard (Jon Pertwee)
- 1979 : Les Guerriers de la nuit : Masai (Dennis Gregory)
- 1979 : L'Évadé d'Alcatraz : un gardien[Qui ?]
- 1979 : Amityville, la Maison du diable : le père Ryan (Murray Hamilton) / le sergent Gionfriddo (Val Avery)
- 1979 : Avec les compliments de Charlie : Lobo (Michael V. Gazzo)
- 1979 : L'Étalon noir : Snoe (Clarence Muse)
- 1979 : Bienvenue, mister Chance : Jeffrey (Ernest McClure)
- 1979 : Le Cavalier électrique : Wendell Hickson (Willie Nelson)
- 1979 : Ne tirez pas sur le dentiste : Mo (Paul L. Smith)
- 1979 : Le Trésor de la montagne sacrée : Wazir Al Wuzara (Peter Cushing)
- 1979 : Terreur sur la ligne : le clochard (Wally Taylor)
- 1979 : Dracula : Swales (Teddy Turner)
- 1979 : Brigade des anges : le commandant Lindsey March (Jim Backus)
- 1979 : Le Vainqueur : le coach Walker (Lawrence Dane)
- 1980 : L'Empire contre-attaque : Boba Fett (Jeremy Bulloch)
- 1980 : Flash Gordon : L'Observateur #1 (John Hollis)
- 1980 : Gloria : Frank (John Finnegan)
- 1980 : Les Loups de haute mer : l'acteur Thane Betty[Qui ?]
- 1980 : Hurlements : Erle Kenton (John Carradine)
- 1980 : La Formule : Paul Obermann (David Byrd)
- 1980 : The Blues Brothers : le PDG de la maison de disques (Michael Klenfner)
- 1980 : Le Chanteur de jazz : Eddie Gibbs (Sully Boyar)
- 1980 : Le miroir se brisa : Bates (Charles Gray) et Barnaby (John Bennett)
- 1980 : Brubaker : Warden Renfro (Lee Richardson)
- 1980 : Virus : le capitaine Nevsky (Josh Evans)
- 1980 : Le Chasseur : Shérif Strong (Ben Johnson)
- 1980 : Réaction en chaîne : le sergent McSweeney (Laurie Moran)
- 1981 : Les Aventuriers de l'arche perdue : Capitaine Katanga (George Harris)
- 1981 : Bandits, bandits : le chef des voleurs (Derrick O'Connor)
- 1981 : Le Tueur du vendredi : Ralph, le fou du village (Walt Gorney)
- 1981 : Le Choc des Titans : Calibos (Neil McCarthy)
- 1981 : La Malédiction finale : le gros bonhomme critiquant le vin[Qui ?]
- 1981 : La Mort au large : l'homme au chapeau de cowboy (Romano Puppo)
- 1981 : L'Homme de Prague : Argus (Jacques Godin)
- 1981 : Incubus : Hank Walden (John Ireland)
- 1982 : Fitzcarraldo : un missionnaire (Salvador Godinez)
- 1982 : Police frontière : Andy (Lonny Chapman)
- 1982 : Blade Runner : Taffey Lewis (Hy Pyke)
- 1982 : Rocky 3 : Duke (Tony Burton)
- 1982 : Banana Joe : Miguel, le camionneur de Torcillo[Qui ?]
- 1982 : Porky's : John Conklin (John Henry Redwood)
- 1983 : La Valse des pantins : Bert Thomas (Frederick De Cordova)
- 1983 : Les Prédateurs : Charlie Humphries (Rufus Collins)
- 1984 : Le Bounty : Dr Huggan (Malcolm Terris)
- 1984 : L'Histoire sans fin : voix du Golem mangeur de pierre (Alan Oppenheimer)
- 1984 : Les Guerriers des étoiles : Killjoy (John Matuszak)
- 1984 : L'Enfer de la violence : Santiago (Joe Seneca)
- 1984 : L'Épée du vaillant : le roi (Trevor Howard)
- 1985 : Cluedo : le policier venant téléphoner (Bill Henderson)
- 1985 : Les Super-flics de Miami : le commissaire Reisner (Harold Bergman)
- 1985 : D.A.R.Y.L. : un général de l'Air Force (Burtt Harris) (1er doublage)
- 1986 : Labyrinthe : Ludo, le troll et divers gobelins (1er doublage)
- 1986 : Le Nom de la rose : Cardinal Bertrand du Pogetto (Lucien Bodard)
- 1986 : Le Temple d'or : Corky Taylor (John Rhys-Davies)
- 1986 : Les Coulisses du pouvoir : le candidat opposé à Furman (Frank McKusker) et Leonard, le jardinier des Hastings[Qui ?]
- 1988 : Bagdad Café : le shérif Arnie (Apesanahkwat)
- 1988 : Qui veut la peau de Roger Rabbit : voix de Bongo, le gorille videur (Morgan Deare)
- 1988 : Élémentaire, mon cher... Lock Holmes : Le maire Johnson (Harold Innocent)
- 1988 : Toutes folles de lui : Tex Wade (Michael Greene)
- 1988 : Presidio, base militaire, San Francisco : le sergent Garfield (Curtis W. Sims)
- 1988 : Meurtre à Hollywood : Blackworth (Richard Bradford)
- 1989 : Flic et Rebelle : Red Crow (Floyd Westerman)
- 1989 : Au-delà des étoiles : Dr Willis (William S. Taylor)
- 1989 : L'Amour est une grande aventure : le co-présentateur d'Alex[Qui ?]
- 1990 : Comme un oiseau sur la branche : Marvin (Harry Caesar)
- 1990 : Joe contre le volcan : le chef Tobi (Abe Vigoda)
- 1991 : Highlander, le retour : Dr Alan Neyman (Allan Rich)
- 1991 : Cœur de tonnerre : Sam Reaches, le vieux sachem (Chef Ted Thin Elk)
- 1992 : Maman, j'ai encore raté l'avion : Le chauffeur de taxi (Mario Todisco)
- 1992 : Face à face : Jeremy Edmonds (Ferdy Mayne)

#### Films d'animation
- 1941[6] : Dumbo de Ben Sharpsteen : un employé du cirque
- 1951[7] : Alice au pays des merveilles : La poignée de la porte
- 1955[8] : La Belle et le Clochard : César
- 1961 : Les 101 Dalmatiens : Le danois
- 1969 : Tintin et le Temple du Soleil : Chiquito
- 1970 : Aladin et la lampe merveilleuse : Le génie de la lampe
- 1971 : Lucky Luke : Le barman
- 1972 : Tintin et le Lac aux requins : Voice
- 1974 : Robin des Bois : Le Crocodile du tournoi
- 1976 : Les Douze Travaux d'Astérix : le fantôme de la plaine des Trépassés/Cétautomatix
- 1976 : La flûte à six Schtroumpfs : Le Sénéchal
- 1978 : La Ballade des Dalton : un cow-boy pas content, un gardien de prison
- 1978 : Le Seigneur des anneaux : Les orques
- 1978 : Le Petit Âne de Bethléem : le tanneur
- 1982 : Brisby et le secret de NIMH : Le Grand Hibou
- 1982 : Dark Crystal : skekZok, le maître des rituels
- 1982 : Les Maîtres du temps : Iroquois
- 1984 : Le Secret des Sélénites : Ouragane
- 1986 : Astérix chez les Bretons : Zebigbos, le chef breton
- 1986 : Fievel et le nouveau monde : Moe
- 1986 : Dragon Ball : La Légende de Shenron : Bongo / Shéron / Narrateur
- 1987 : Le Pacha et les Chats de Beverly Hills : Atrâpacheur du chien
- 1987 : La Guerre des robots : Grimlock
- 1988 : Dragon Ball : L'Aventure mystique : Tao Pai Pai / Narrateur
- 1989 : Les Feebles : Wynyard
- 1992 : Les Aventures de Zak et Crysta dans la forêt tropicale de FernGully : Goanna

### Télévision

#### Téléfilms
- Ernest Borgnine dans :
  - Les Douze Salopards : Mission Suicide (1987) : Général Sam Worden
  - Les Douze Salopards : Mission fatale (1988) : Général Sam Worden
- 1976 : Déluge sur la ville : Charlie Davis (James Griffith)
- 1977 : Horizons en flammes : Larry Durant (Neville Brand)
- 1978 : Au temps de la guerre des étoiles : voix de Boba Fett (Don Francks)
- 1979 : Le Roman d'Elvis : Ed Sullivan (Will Jordan)

#### Séries télévisées
- 1964-1966 : La Famille Addams : Lurch (Ted Cassidy)
- 1964-1966[9] : Les Monstres : Herman Monstre (Fred Gwynne)
- 1967 : Hondo : Chef Vittorio (Michael Pate)
- 1973-1978 : Kojak : Détective Stavros (George Savalas)
- 1976 : L'Île perdue : Le « Grand Quizitor » (Ron Haddrick)
- 1978-1984 : Starsky et Hutch :
  - le mari de Lilian (Butcher Brannigan) (saison 1, épisode 3 "La vengeance du texan")
  - Franklin (Al White) (saison 3, épisode 7 "Un gros chagrin")
  - Dewey (Fuddle Bagley) (saison 3, épisode 12 "Les rues sont à tout le monde")
- 1979 : La croisière s'amuse : Charlie Fletcher (Abe Vigoda)
- 1983 : Le Souffle de la guerre : Hermann Göring (Reinhard Kolldehoff)
- 1990-1993 : Le Prince de Bel-Air : Philip « Oncle Phil » Banks (James L. Avery, Sr.) (1re voix)[10]

#### Séries d'animation
- 1978 : Goldorak : Atlas
- 1978-1982 : 1, rue Sésame : Macaron / le comte Vampirouette
- 1979 : Capitaine Flam : Crag
- 1980 : Tchaou et Grodo : l'homme mystérieux
- 1982 : X-Or : Tancrédus
- 1985-1987 : Transformers : Shockwave / Slag / Skywarp / Thundercracker / Smokescreen / Scrapper / Ratchet / Kup / voix additionnelles
- 1986 : Inspecteur Gadget : Docteur Gang (saison 2)
- 1988 :Les Chevaliers du Zodiaque : (épisodes 41 et 42) Aldébaran, Ikki, Tatsumi, Mitsumasa Kido et Grand Pope
- 1988 : Dragon Ball : le narrateur, la tortue, Gyumao, le colonel Black et Ten Shin Han
- 1989 : Babar : Konga (épisode "L'Île déserte")
- 1989 : Princesse Zelda : Ganon
- 1990 : Dragon Ball Z : le narrateur, Ten Shin Han et Nappa (épisodes 1 à 6 puis épisodes 9 à 34)